# My Generation (chanson)
Pour les articles homonymes, voir My Generation.
Singles de The Who
Anyway, Anyhow, Anywhere
(mai 1965) Substitute
(mars 1966)
Pistes de My Generation
Much Too Much The Kids Are Alright
My Generation est une chanson du groupe de rock britannique The Who, parue en single en octobre 1965. Elle rencontre un grand succès au Royaume-Uni et donne son nom au premier album du groupe, sorti deux mois plus tard et où elle est incluse. C'est l'une des chansons les plus connues du groupe. Elle est marquée par le bégaiement de Roger Daltrey, simulant la rage de la jeune génération, par la phase « Hope I Die Before I Get Old » (j'espère mourir avant de devenir vieux) et par un étonnant solo de basse de John Entwistle sur le pont de la chanson. 

## Genèse et enregistrement
Pete Townshend aurait écrit cette chanson le jour de son vingtième anniversaire, le 19 mai 1965. C'était à l'origine, semble-t-il, un blues dans le style de Jimmy Reed, inspiré par la chanson de Mose Allison Young Man Blues, souvent reprise sur scène par les Who. La chanson traite des angoisses de Townshend vis-à-vis de sa vie d'adulte qui débutait, et ses craintes concernant son avenir.
Le morceau ne prend sa forme définitive qu'après plusieurs mois de tâtonnements. Le groupe doit s'y reprendre plusieurs fois pour enregistrer le titre. Après deux premières séances, ils eurent l'idée de rajouter des solos de basse alternant avec la rythmique plus classique. Pour obtenir le son puissant et clinquant qu'il souhaitait, John Entwistle doit acheter une basse de la marque Danelectro, popularisée par le groupe instrumental The Ventures, s'agissant du seul instrument à posséder les cordes nécessaires pour le son recherché. Lors de la troisième séance d'enregistrement, Entwistle casse toutes les cordes de l'instrument, mais ne peut trouver un jeu de cordes pour les remplacer. Il doit acquérir une seconde basse, mais se retrouve à nouveau confronté au même problème. Il est forcé d'acheter une troisième Danelectro, qui est l'instrument présent sur la version finale, enregistrée en deux prises le 13 octobre 1965 au studio IBC A.
L'idée de Pete Townshend est d'enregistrer My Generation comme un blues lent, sans les bégaiements de Roger Daltrey. Avec l'aide du manager du groupe Chris Stamp, Townshend en accélère le rythme et Daltrey y introduisit des bégaiements, inspirés selon lui du Stuttering Blues (en français : Blues bégayant) de John Lee Hooker. Cette particularité a été souvent interprétée comme un clin d'œil à une drogue prisée dans les années 1960, le speed, qui faisait bégayer son consommateur. Pete Townshend, en 2002, affirme cependant que cette référence aurait été « inconsciente ».

## Caractéristiques artistiques
Cette chanson débute par deux accords (Sol et Fa), joués par la guitare et la basse. 
S'ensuit une sorte de dialogue entre Roger Daltrey, bégayant volontairement, et les choristes, et entre la guitare et la basse. Daltrey chante une phrase, soutenu par la basse, et ensuite le chœur, soutenu par la guitare, lui répond. Le tout est mené par un rythme de batterie frénétique joué par Keith Moon.
Le son est dur, presque violent, présentant des caractéristiques qui annoncent le punk avec dix ans d'avance. On peut notamment observer l'utilisation de power chords. En outre, cette chanson est également l'une des premières de l'époque à présenter un solo de basse, toujours bâti sur le système de question-réponse, très cher au blues. Suit une modulation, reprenant le premier couplet. La chanson se termine dans un fracas de roulements de batterie et de feedback.

## Réception
La chanson a un certain impact sur la scène rock anglaise de l'époque. Impact commercial d'abord, puisque le morceau parvient à la seconde place des charts locaux, plaçant brutalement le groupe au centre de toutes les attentions. Impact musical ensuite, puisque la violence de ce morceau donne d'innombrables idées aux suiveurs des Who. Le son de basse totalement nouveau inspire les amateurs de cet instrument, prouvant que la basse peut très bien être au premier plan sur un enregistrement rock.
Mais l'impact le plus important est sans doute culturel, ne serait-ce qu'à cause des paroles de Pete Townshend. En effet, le premier couplet introduit l'une des phrases les plus célèbres de toute l'histoire de la musique pop : « Hope I die before I get old », « J'espère mourir avant d'être vieux ». Ce qui n'était au départ qu'une complainte angoissée d'un jeune guitariste anglais devint un hymne dans lequel une grande partie de la jeunesse de l'époque se reconnut, au même titre que (I Can't Get No) Satisfaction des Rolling Stones ou Blowin' in the Wind de Bob Dylan. La violence des termes employés donne lieu à de nombreuses interprétations plus ou moins hasardeuses.
La chanson a été classée 8e meilleure chanson britannique de tous les temps par XFM en 2010.

## Postérité

### Reprises
- En 1966, Count Five reprend My Generation dans l'album Psychotic Reaction (en).
- En 1975, Patti Smith reprend My Generation avec le Patti Smith Group en clôture de l'album Horses. Elle interprète cette chanson à la fin de tous ses concerts entre 1974 et 1978.
- En 1991, Green Day reprend My Generation sur leur deuxième album, Kerplunk! et sur leur DVD live, Awesome as Fuck en 2011.
- En 1994, le guitariste Blues Saraceno reprend My Generation sur son troisième album, Hairpick.
- En 2000, le groupe Oasis enregistre une reprise de My Generation qui paraît en face B du single Little by Little en 2002. Le groupe l'interprète également sur scène.
- En 2000, Alice Cooper et ses musiciens reprennent My Generation sur la tournée Brutal Planet, cette reprise est disponible sur le DVD Brutally Live, paru la même année.
- En 2002, Iron Maiden reprend My Generation dans l'album best of, Best of the B'sides.
- En 2004, Chapeaumelon, un groupe rock québécois, fait une reprise en français de My Generation qui se retrouve sur la bande originale et le générique du film américain Eurotrip.
- En 2010, les Melvins reprennent My Generation sur l'album The Bride Screamed Murder.

### Réutilisations
- Jacqueline Taieb reprend quelques paroles de la chanson pour son 7 heures du matin en 1967.
- My Generation apparaît dans la bande originale du film Good Morning England (2009).
- La chanson est également le titre utilisé en tant que générique d'ouverture du film d'animation Silent Voice sorti en 2016 et réalisé par Naoko Yamada et le studio Kyoto Animation.
- Elle est aussi utilisée dans le film Les Minions (2015).